# Manglerudhallen
Manglerudhallen (Populært kaldet garagen) er navnet på to arenaer, en indendørs ishockeyarena og en multifunktionel indendørs arena, der ligger i Manglerud, Oslo, Norge. Ishockeyarenaens kapacitet er 2.000, og den blev åbnet i 1979.  Det er hjemmearena for Manglerud Star ishockey holdet.